# Каредија-Лако
Каредија-Лако је насеље у Италији у округу Ређо ди Калабрија, региону Калабрија.
Према процени из 2011. у насељу је живело 669 становника. Насеље се налази на надморској висини од 123 м.